# George Jackson Mivart
George Jackson Mivart (1827 - 1900) fue un biólogo británico. Tratando de conciliar la teoría evolutiva darwiniana con las creencias de la iglesia católica, terminó siendo condenado por ambas partes.

## Biografía académica
Mivart comienza sus estudios en Clapham (Harrow School, King's College London) y continúa en el seminario católico de St Mary's, en Oscott. Su conversión al catolicismo le excluyó automáticamente de la universidad de Oxford. En 1851, obtiene el título de abogado, pero prefiere consagrarse al estudio de la medicina y la biología.
En 1862 empieza a enseñar en la Escuela de Medicina del hospital St-Mary. En 1869 se hace miembro de la Sociedad Zoológica de Londres. Entre 1874 y 1877 ejerce de profesor de biología en la Universidad católica de Londres.
En 1873 aparecen sus Lecciones de Anatomía Elemental y un ensayo sobre Hombres y monos en 1881. Un año más tarde publica el libro Nature and Thought, donde expone sus teorías sobre la naturaleza de la inteligencia humana y animal. En 1884, por invitación del episcopado belga, Mivart pasa a ser profesor de historia natural en la Universidad Católica de Lovaina, donde obtiene su doctorado en 1884. Entre 1892 y 1893, publica varios artículos en la revista Nineteenth Century, donde afirma que la ciencia puede tener razón en asuntos que contradicen a la religión. La aparición de otros artículos en 1900 desencadena su excomunión por el cardenal Herbert Vaughan.

## Mivart y la teoría de la evolución
En 1871 Mivart publica Genesis of Species, donde opone diversas objeciones a la teoría evolutiva propuesta por Charles Darwin. Una de ellas concierne a la ausencia de pruebas de etapas intermedias entre dos especies.
Darwin tuvo muy en cuenta las objeciones de Mivart, a quien respondió en las últimas ediciones de El origen de las especies.

## Algunas publicaciones

### Libros
- On the Genesis of Species. London 1871; online (1.ª ed.)
- Lessons in Elementary Anatomy. London 1873; online (edición de 1889)
- Man and Apes: an Exposition of Structural Resemblances and Differences Bearing upon Questions of Affinity and Origin. Robert Hardwicke, Londres 1873 –con 41 tablas online
- The Common Frog. Macmillan, London 1874; online
- Lessons from Nature, as Manifested in Mind and Matter. London 1876; online
- Contemporary Evolution. An Essay on Some Recent Social Changes. London 1876; online
- The Cat: An Introduction to the Study of Backboned Animals, Especially Mammals. Murray, London 1881; online
- Nature and Thought. London 1882
- A Philosophical Catechism. For Beginners. London, New York 1884
- A Monograph of the Lories, or Brush-Tongued Parrots, composing the Family Loriidae – con 61 tablas de John Gerrard Keulemans
- On Truth: A Systematic Inquiry. London 1889; online
- The Origin of Human Reason: Being an Examination of Recent Hypotheses Concerning It. London 1889; online
- Dogs, Jackals, Wolves, and Foxes: A Monograph of the Canidae. London 1890 – con 45 tablas de John Gerrard Keulemans online
- Introduction générale à l'étude de la nature – cours professé à l'école supérieure de philosophie à l'Université de Louvain. Lovaina, Paris 1891
- Essays and Criticisms. 2 Bände, London, Boston 1892; vol. 1, vol. 2
- Birds. Taylor & Francis, London 1892
- Types of Animal Life. London 1893; online
- Introduction to the Elements of Science. London 1894
- Henry Standon, Or Love's Debt to Duty. London 1894, 3 vols. – bajo el pseudónimo de D'Arcy Drew; 1900 en Londres se publicó como Castle and Manor: A Tale of Our Time
- The Helpful Science. London, New York 1895; online
- The Groundwork of Science: A Study of Epistemology. London 1898; online

### Artículos de zoología en revistas
- Notes on the Crania and Dentition of the Lemuridae. In: Proc. of the Zoological Soc. of London. London 1864, 611–648
- Contribution toward a More Complete Knowledge of the Axial Skeleton in the Primates. In: Proc. of the Zoological Soc. of London. London 1865, 545–592
- Observations on the Anatomy of Nycticebus tardigradus. In: Proc. of the Zoological Soc. of London. London 1865, 240–256 – con James Murie
- On some Points in the Anatomy of Echidna hystrix. In: Trans. of the Linnean Soc. of London 25 379–403
- On the Appendicular Skeleton of the Primates. In: Philosophical Trans. of the Royal Soc. of London 157, 1867 299–429; online
- Notes on the Osteology of the Insectivora. In: J. of Anatomy and Physiology 2 (1) 1868, 117–154; Online PDF
- On the Anatomy of the Lemuroidea. In: Trans. of the London Zoological Soc. 7: 1–113 – con James Murie
- Anatomy of the Lobster (Homarus). In: The Popular Science Review 7, 1868, 345–353
- Anatomy of the Cuttle-fish (Sepia). In: The Popular Science Review 8, 1869, 111–120
- The Echinus, or Sea Urchin. In: The Popular Science Review 9, 1870, 366–377
- On the Use of the Term „Homology“. In: Ann. and Magazine of Natural History 4ª serie, vol. 6, 1870, 112–121 – con Ray Lankester
- On the Vertebrate Skeleton. In: Trans. of the Linnean Soc. 27, 1871, 369–392
- On the axial skeleton of the Pelecanidae. In: Trans. of the Zoological Soc. of London 10, 1878 315–378; online

### Artículos de revistas sobre teoría de la evolución
- Difficulties of the Theory of Natural Selection. In: The Month 11, 1869 35–53, 134–153, 274–289 – publicó de forma anónima
- Darwin’s Descent of Man’. In: Quarterly Review 131, 1871 47–90
- Specific Genesis’. In: North American Review 114, 1872 451–468
- Evolution and Its Consequences: A Reply to Professor Huxley. In: Contemporary Review 19, 1872 168–197; online
- Primitive Man: Tylor and Lubbock’. In: Quarterly Review CXLVII, 1874 40–77
- Reply to George Darwin’. In: Quarterly Review 137?, 1874 588–589
- What Are Living Beings? In: Contemporary Review 35, julio 1879 688–718
- Evolution in Professor Huxley. In: The Nineteenth Century Magazine 34, agosto 1893 198–211
- Huxley as a Zoologist. In: Natural Science 7, 1895 121–125
- Are Specific Characters the Result of “Natural Selection”? In: Nature 54, julio 1896 246–247
- Some Reminiscences of Thomas Henry Huxley. In: The Nineteenth Century Magazine 42, diciembre 1897 985–998
- What Makes a Species? In: American Catholic Quarterly Review 23 (89) enero 1898 28–44

### Artículos de revistas sobre Filosofía Natural
- Herbert Spencer. In: Quarterly Review 135, 1873 509–539
- Examination of Mr. Spencer’s Psychology. In: Dublin Review 23–32, 1874–1879
- Herbert Spencer's System of Philosophy. In: Dublin Review 34, 1880 26–73
- Modern Catholics and Scientific Freedom. In: The Nineteenth Century Magazine. Julio 1885; online
- Bishop Temple's Lectures on Religion and Science. In: Edinburgh Review 162, 1885 204–233
- The Catholic Church and Biblical Criticism. In: The Nineteenth Century Magazine. Julio 1887
- Catholicity and Reason. In: The Nineteenth Century Magazine. Diciembre 1887
- The Life and Letters of Charles Darwin. In: Edinburgh Review 167, 1888, 407–447
- Happiness in Hell. In: The Nineteenth Century Magazine 32 899–919, diciembre 1892
- The Happiness in Hell: a Rejoinder. In: The Nineteenth Century Magazine 33 320–338, febrero 1893
- Last words on the Happiness in Hell. A Rejoinder. In: The Nineteenth Century Magazine 33 637–651, abril 1893
- The Continuity of Catholicism. In: The Nineteenth Century Magazine 47 51–72, enero 1900
- Some Recent Apologists. In: Fortnightly Review 67 24–72, enero 1900
- Under the Ban: A Correspondence between Dr. St. George Mivart and Herbert Cardinal Vaughan, Archbishop of Westminster; Accompanied by Two Articles by Dr. Mivart on "Some recent Catholic apologists" and "The continuity of Catholicism", London 1900; online

### Otros
- One Point of Controversy with the Agnostics. In: Manning (ed.) Essays on Religion and Literature 3, London 1868
- Ape. In: Encyclopædia Britannica. 9.ª ed. 1870–1890
- Reptilia (Anatomy). In: Encyclopædia Britannica. 9.ª ed. 1870–1890
- Skeleton. In: Encyclopædia Britannica. 9.ª ed. 1870–1890

## Abreviatura (zoología)
La abreviatura Mivart  se emplea para indicar a George Jackson Mivart como autoridad en la descripción y taxonomía en zoología.

### Literatura
- Frederic Boase. Modern English Biography: Containing Many Thousand Concise Memoirs of Persons who Have Died Since the Year 1850, with an Index of the most Interesting Matter. Netherton & Worth, Truro 1892–1921 – 6 vols.
- Adrian Desmond, James Moore. Darwin. List Verlag, München Leipzig 1991, ISBN 3-471-77338-X
- David G. Schultenover. A View from Rome: On the Eve of the Modernist Crisis. Fordham Univ Press, 1993, ISBN 0-8232-1359-5, 131–138
- John M. Lynch. Mivart, St. George Jackson. In: B. Lightman (ed.) The Dictionary of Nineteenth Century British Scientists. Thoemmes Press, Bristol 2004, pp. 1411–1415; online (enlace roto disponible en Internet Archive; véase el historial, la primera versión y la última).
- Bertram Coghill Alan Windle. Who's Who of the Oxford Movement. Century, New York 1926
- Proc. of the Royal Society of London: Containing Obituaries of Deceased Fellows, Chiefly for the Period 1898–1904. With a General Index to Previous Obituary Notices. Vol. 75, Harrison, London, 1905